# Frank Charles Wachter
Frank Charles Wachter (ur. 16 września 1861 w Baltimore, Maryland, zm. 1 lipca 1910 w Baltimore, Maryland) – amerykański przedsiębiorca i polityk pochodzenia polskiego, członek Partii Demokratycznej. W latach 1899–1907 był przedstawicielem trzeciego okręgu wyborczego w stanie Maryland w Izbie Reprezentantów Stanów Zjednoczonych.